# Большое Кызыкульское
Большое Кызыку́льское (Большой Кызыкуль) — озеро в Минусинском районе Красноярского края. Находится в левобережье реки Туба в нижнем течении, в Инском бору у подножия хребта Тараски. Село Большая Иня находится в 3 км к северу, станционный посёлок Кызыкульский — в 2,5 км к юго-востоку.
Озеро образовалось несколько десятков тысяч лет назад в результате альпийского оледенения и таяния льда в окружающих Южно-Минусинскую котловину горах.
Площадь зеркала 4,1 км², площадь водосбора — 28,2 км². Протяжённость озера составляет около 3,2 км, максимальная ширина в центральной части — 2,2 км Высота над уровнем моря — 347,9 м. Максимальная глубина составляет 3,8 м Берега холмистые, поросшие лесом (Инский бор). На северо-востоке в зеркало вдаётся крупный заболоченный полуостров. На северном берегу водоема расположены две организованные зоны отдыха — «Заимка на озере Большой Кызыкуль» и «Дом рыбака». На юге находятся детские оздоровительные лагеря.
Из озера вытекает речка Кызыкулька, впадающая в Малое Кызыкульское озеро.
Об озере существует хакасская легенда, в которой говорится о двух красавицах-сёстрах и их злой мачехе. Мачеха заставляла девушек ходить на реку и таскать тяжёлые вёдра с водой. Девушки пожаловались на свою горькую судьбу и бросились в воду, а их длинные косы запрудили реку. Так образовались озёра Большой и Малый Кызыкуль.
Озеро богато рыбой, в нём встречаются карась, сорога и окунь.